# Aysel Məmmədova
Aysel Məmmədova (Bakoe, 3 juli 1989) is een Azerbeidzjaans zangeres.

## Biografie
Məmmədova werd geboren in Bakoe, en studeerde in 2010 af aan het Azerbeidzjaans Staatsconservatorium. Ze is naast zangeres ook componiste en pianiste.
In 2017 werd ze door de Azerbeidzjaanse openbare omroep intern geselecteerd om haar vaderland te vertegenwoordigen op het Eurovisiesongfestival 2018, dat gehouden werd in de Portugese hoofdstad Lissabon. Hier wist zij echter niet door te dringen tot de finale. Het was de eerste keer dat Azerbeidzjan niet de finale wist te halen. Məmmədova eindigde op de 11de plaats in de halve finale, 1 plaats te laag.
2008: Elnur & Samir · 
2009: AySel & Arash · 
2010: Səfurə Əlizadə · 
2011: Ell & Nikki · 
2012: Səbinə Babayeva · 
2013: Fərid Məmmədov · 
2014: Dilarə Kazımova · 
2015: Elnur Hüseynov · 
2016: Səmra Rəhimli · 
2017: Dihaj · 
2018: Aysel Məmmədova · 
2019: Chingiz · 
2021: Efendi · 
2022: Nadir Rüstəmli · 
2023: TuralTuranX · 
2024: Fahree feat. İlkin Dövlətov · 
2025: Mamagama